# Obereopsis somsavathi
Obereopsis somsavathi är en skalbaggsart som beskrevs av Stefan von Breuning 1963. Obereopsis somsavathi ingår i släktet Obereopsis och familjen långhorningar.
Artens utbredningsområde är Laos. Inga underarter finns listade i Catalogue of Life.